# Dusona sumichrasti
Dusona sumichrasti là một loài tò vò trong họ Ichneumonidae.